# Messier 67
Messier 67 (również M67 lub NGC 2682) – gromada otwarta, położona w gwiazdozbiorze Raka, odkryta w 1779 roku przez Johanna Gottfrieda Koehlera.
M67 znajduje się w odległości 2,7 tysięcy lat świetlnych (0,83 kpc) od Ziemi. Ma średnicę kątową 30'. Jasność M67 to 6,1m.
M67 jest jedną z najstarszych znanych gromad otwartych i zdecydowanie najstarszym obiektem tego typu włączonym do katalogu Messiera. Wiek M67 został oszacowany na od 3,2 do 4 miliardów lat.